# Митрофановка (Саратовская область)
Митрофановка — село в Фёдоровском муниципальном районе Саратовской области, в составе сельского поселения Семёновское муниципальное образование. 
Село обслуживает почтовое отделение 413418, расположенное в селе Семёновка в 5,1 км восточнее Митрофановки.
Население - 282 (2010)

## История
Село Митрофановка обозначено на карте Самарской губернии 1867 года. По состоянию на 1890 год — в составе Семёновской волости Новоузенского уезда Самарской губернии. Согласно Списку населённых мест Самарской губернии 1910 года село населяли бывшие государственные крестьяне, русские и мордва, православные, всего 840 мужчин и 768 женщин. В селе имелись церковь, земская и церковно-приходская школы, 7 ветряных мельниц
После образования АССР немцев Поволжья — в составе Фёдоровского кантона. Согласно переписи 1926 года в Митрофановке проживало 1652 человека, из них немцев — 16. Село являлось центром Митрофановского сельсовета. 28 августа 1941 года был издан Указ Президиума ВС СССР о переселении немцев, проживающих в районах Поволжья. Немецкое население АССР немцев Поволжья было депортировано. 
После ликвидации АССР немцев Поволжья Митрофановка, как и другие населённые пункты Фёдоровского кантона было передано Саратовской области.

## Физико-географическая характеристика
Село расположено в Низком Заволжье, в пределах Сыртовой равнины, относящейся к Восточно-Европейской равнине, на правом берегу реки Еруслан, на высоте около 70-75 метров над уровнем моря. Рельеф местности равнинный, слабохолмистый. Почвы тёмно-каштановые.
По автомобильным дорогам расстояние до районного центра рабочего посёлка Мокроус — 13 км, до областного центра города Саратов — 130 км.
Часовой пояс
Митрофановка, как и вся Саратовская область, находится в часовой зоне МСК+1. Смещение применяемого времени относительно UTC составляет +4:00.

## Население
Динамика численности населения
| 1859 | 1889 | 1910 | 1926 | 1987 | 2002 |
| ---- | ---- | ---- | ---- | ---- | ---- |
| 1245 | 1475 | 1608 | 1652 | ≈370 | 376  |

| 2002 | 2010 |
| ---- | ---- |
| 376  | ↘282 |